# David Production
David Production Inc. (japanisch 株式会社デイヴィッドプロダクション Kabushiki-gaisha Deividdo Purodakushon) ist das japanische Animations-Studio des Fernsehsenders Fuji TV.

## Firmengeschichte
Das Unternehmen wurde vom früheren Präsidenten des Animations-Studios Gonzo und Filmproduzenten Kōji Kajita und seinem Mitproduzenten Taito Okiura im September 2007 gegründet, nachdem sie Gonzo verlassen hatten. Die erste komplette Eigenproduktion von David Production war Ristorante Paradiso im Jahr 2009, nachdem das Studio zunächst als Subunternehmer für andere Studios gearbeitet hatte. Der Name der Firma kam von der Bibelgeschichte von David und Goliath, die die „Kreation von guter Animation mit gutem Storytelling und Charakteren“ repräsentieren soll, obwohl sie weniger bekannt waren als bereits etablierte, bekannte Studios. Der Name ist auch ein Akronym für „Design Audio & Visual Illusion Dynamics“, was für eine wirkungsreiche Animation des Studios stehen soll.
Fuji TV erwarb das Studio am 1. August 2014.

## Produktionen

### Fernsehserien
- 2009: Ristorante Paradiso
- 2011: Level E
- 2012: Inu×Boku SS
- 2012: JoJo’s Bizarre Adventure
- 2013: Chō Jigen Game Neptune The Animation
- 2013: Chōjigen Game Neptune: The Animation
- 2014: JoJo’s Bizarre Adventure: Stardust Crusaders
- 2016: JoJo’s Bizarre Adventure: Diamond is Unbreakable
- 2016: Planetarian – Chiisana Hoshi no Yume
- 2018: Captain Tsubasa
- 2018: Hataraku Saibō

### Weitere Anime-Produktionen
- 2009: Dogs: Bullets & Carnage (OVA)
- 2014: Chō Jigen Game Neptune The Animation (OVA)
- 2018: Hataraku Saibō: Kaze Shōkōgun (Special)
- 2020: Chō Jigen Game Neptune Hi☆Light (Special)
- 2020: Hataraku Saibō!! Saikyō no Teki, Futatabi. Karada no Naka wa "Chō" Ōsawagi! (Film)